# Kleiner Plöner See

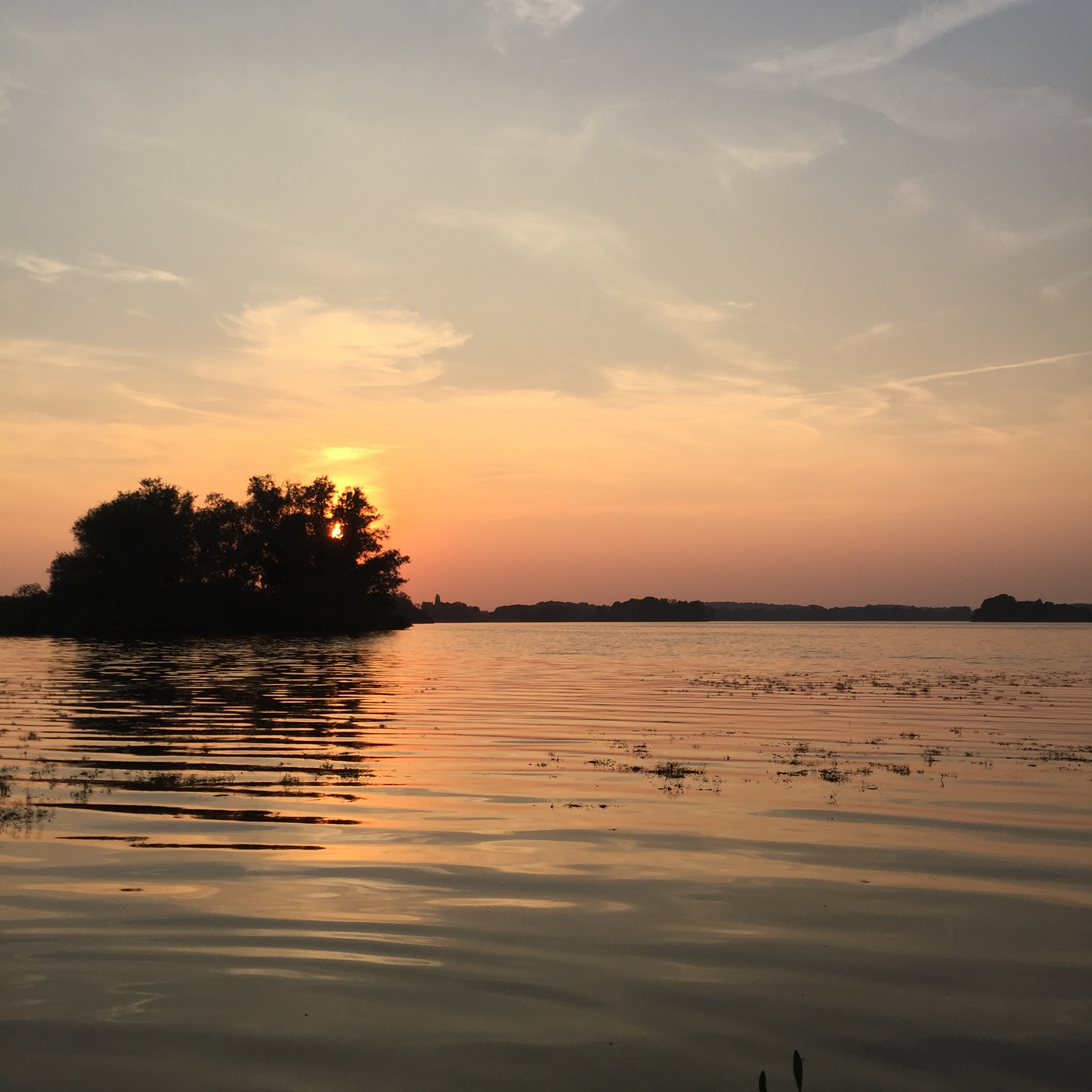

Der Kleine Plöner See ist ein See in der  Holsteinischen Schweiz. 
Er liegt nordwestlich der Stadt Plön, ist 2,39 km² groß, bis ca. 31 m tief und liegt etwa 20 m ü. NN. Eigentümer des Sees sind sowohl das Land Schleswig-Holstein als auch verschiedene Privatpersonen.
Der schwach eutrophe See liegt im Verlauf der Schwentine, die in zwei Teilen vom Großen Plöner See
einströmt:

- Westlich der Prinzeninsel, durch die Rohrdommelbucht und den Mühlensee.
- Durch die Plöner Innenstadt, den Schwanensee und den Stadtsee.